# Panaeolopsis
Panaeolopsis es un género de hongos del orden Agaricales. Al igual que con los géneros Panaeolina y Panaeolus, la clasificación del género Paneolopsis es elusiva, muchas fuentes como MycoBank lo asignan a la familia Agaricaceae mientras que una fuente lo ubica dentro de la familia Bolbitiaceae.

## Taxonomía
Panaeolopsis fue descrito por el micólogo alemán Rolf Singer y publicado en Beihefte zur Nova Hedwigia 29: 367 en 1969. En 1976 Singer clasificó al género en la familia Montagneaceae. La mayoría de las fuentes, como por ejemplo MycoBank, lo asignan a la familia Agaricaceae mientras que otra fuente lo ubica dentro de la familia Bolbitiaceae.

### Especies
Las especies dentro del género son:
- Panaeolopsis brasiliensis Singer, 1976
- Panaeolopsis nirimbii Watling & A.M.Young, 1983
- Panaeolopsis obtusa Contu, 1998
- Panaeolopsis sanmartiniana Singer, 1969